# شهرستان اندیکا
شهرستان اندیکا یکی از شهرستان‌های استان خوزستان ایران است. مرکز این شهرستان، شهر قلعه خواجه است.
این شهرستان در تاریخ ۲۹ مهرماه ۱۳۸۶ از شهرستان مسجدسلیمان جدا شد و مستقل گردید.